# Greg Hetson
Greg Hetson (Brooklyn, New York 29 de junho de 1961) é um guitarrista Estadounidense. Ativo desde 1979 mais conhecido como guitarrista das bandas Redd Kross , Circle Jerks e Bad Religion.

## Biografia
Em 1980, Hetson abandonou sua posição como guitarrista do Redd Kross para formar o Circle Jerks com o antigo vocalista do Black Flag, Keith Morris. No mesmo ano já lançaram seu primeiro álbum, Group Sex, e participaram da trilha sonora do documentário The Decline of Western Civilization com outras bandas da região de Los Angeles.
A primeira participação oficial de Hetson no Bad Religion foi no lançamento do EP Back to the known de 1985, depois disso declarou que sua principal ocupação era o Bad Religion, e participou da gravação de todos os discos e turnês da banda.
Em abril de 2013, Hetson abandonou o Bad Religion, supostamente por causa de seu divórcio, sendo substituído por Mike Dimkich do The Cult.